# Eerste Helmersstraat 271
Eerste Helmersstraat 271 te Amsterdam is een gebouw in Amsterdam Oud-West.
Aanbesteding voor dit gebouw, dat als bestemming school had, vond plaats op 15 november 1909. De gemeente Amsterdam omschreef het als volgt: Een openbare school voor U.L.O. 1e klasse voor meisjes, genaamd de Helmersschool, aan de Eerste Helmersstraat, ULO staande voor Uitgebreid Lager Onderwijs. Deze omschrijving werd vastgelegd in een tegeltableau in een cartouche in de voorgevel. De Dienst der Publieke Werken ontwierp een gebouw in de rationalistische stijl. De Helmersschool had toen al leerlingen ondergebracht in noodgebouwen die neergezet waren langs de Bilderdijkgracht/Bilderdijkkade. De school aan de Eerste Helmersstraat 271 werd in december 1910 geopend.
Het is gangbare architectuur voor die tijd met veel baksteen, slechts hier en daar afgewisseld met hardsteen met name in sluitstenen en vensterbanken. Het gebouw kent drie bouwlagen (waarvan één ingekort), waarbij weliswaar de diverse raamvormen steeds terugkomen, maar er geen sprake is van symmetrie. Wat destijds als bijzonderheid gold, is dat behalve een speelplaats achter de school er ook een speelplaats op het dak (bij het verkorte deel) is aangebracht. De “terreinafscheiding” van die speelplaats werd destijds omschreven als “gevangenis”.
De school was een lang leven beschoren; in 1985 vierde de school nog steeds als Helmersschool haar 75-jarig bestaan, onder meer door veiling van schoolplaten. De school maakte in die tijd een wisseling in de samenstelling binnen leerlingen en lerarenkorps mee, de wijk veranderde voor wat betreft bevolkingssamenstelling en kreeg een multiculturele bevolking. De school ging nog even door onder het motto "twee culturen weten meer dan één", maar in 1991 sloot de school alsnog. Leerlingen werden overgenomen door de Leonardo da Vincischool aan de Bilderdijkstraat/Potgieterstraat. Het schoolgebouw behield een educatieve bestemming; in 2022 is er de Wackers Academie (opgericht door kunstenaar Ruudt Wackers) gevestigd, een academie voor figuratieve kunst (tekenen, schilderen, beeldhouwen).
Het gebouw heeft in vergelijking tot andere gebouwen aan de Eerste Helmersstraat een groot bouwvolume. Het is echter niet half zo groot als Staringplein 9, Amsterdam, het "Diaconiehof van de Evangelische Lutherse Gemeente", dat aan de overkant staat. Het gebouw ten oosten van huisnummer 271 betreft eveneens een voormalig schoolgebouw: Eerste Helmersstraat 263-269. In tegenstelling tot nummer 271, dat ingedeeld is in orde 2 (beeldbepalend), is 263-269 een gemeentelijk monument.  

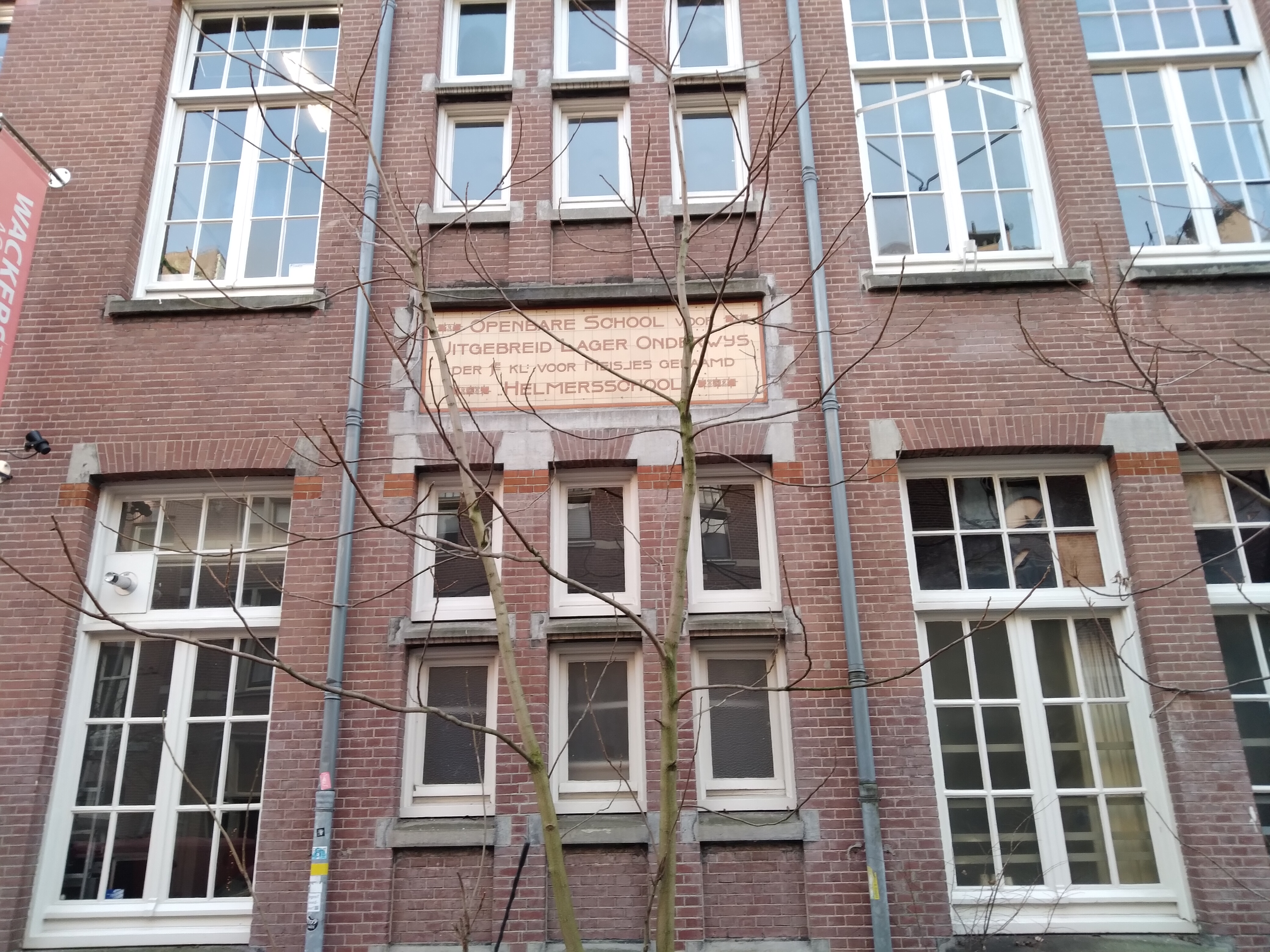
Tegeltableau (december 2021)